# Спея (Григоріопольський район)
Спея (рум. Speia; рос. Спея) — село в Григоріопольському районі в Молдові (Придністров'ї). Утворює Спейську сільську раду. 
Станом на 2004 рік у селі проживало 0,7% українців. 